# Affaire Mathis (Cameroun)
 (juin 2025).
Motif : absence de pérennité des sources. Un fait divers parmi tous les faits divers.
- Archive Wikiwix
- Bing
- Cairn
- DuckDuckGo
- E. Universalis
- Gallica
- Google
- G. Books
- G. News
- G. Scholar
- Persée
- Qwant
- (zh) Baidu
- (ru) Yandex
- (wd) trouver des œuvres sur Wikidata

| 1. | Préciser le motif de la pose du bandeau. | Précisez le motif de la pose du bandeau en utilisant la syntaxe suivante : {{admissibilité à vérifier\|date=juillet 2025\|motif=remplacez ce texte par le motif}}                              |
| 2. | Informer les utilisateurs concernés.     | Pensez à avertir le créateur de l'article, par exemple, en insérant le code ci-dessous sur sa page de discussion : {{subst:avertissement admissibilité à vérifier\|Affaire Mathis (Cameroun)}} |

L'affaire Mathis est une affaire criminelle survenue en mai 2025 à Yaoundé, au Cameroun, impliquant le meurtre d’un enfant de six ans prénommé Mathis.

## Contexte et faits
Le 9 mai 2025, dans le quartier Ngoa-Ekélé à Yaoundé, Mathis, âgé de six ans, a été poignardé à plusieurs reprises par Dagobert Nwafo, un homme connu localement et père de l'artiste Lydol. L’altercation aurait débuté par une dispute entre le père de Mathis et Dagobert Nwafo dans une buvette, dégénérant en violence.
Selon des témoins, après l’agression, Nwafo a tenté de fuir mais a été rattrapé et violemment battu par des riverains avant d’être remis à la police. Malgré ses blessures, l’enfant a tenté de demander de l’aide avant de succomber.

## Procédure judiciaire
Dagobert Nwafo a été arrêté, présenté au procureur puis placé sous mandat de dépôt à la prison centrale de Kondengui, à Yaoundé. Lors de sa garde à vue, il a invoqué une amnésie partielle liée à son état d’ivresse au moment des faits. Cette déclaration a suscité de nombreuses réactions dans l’opinion publique, certains craignant des pressions visant à alléger sa peine.

## Réactions et conséquences
L’affaire a provoqué une vive émotion au Cameroun, avec une forte médiatisation et une mobilisation de la société civile réclamant justice pour Mathis. La famille de la victime est assistée par des avocats, dont Me Valéry, qui aurait été victime d’une agression à Douala, soulevant des inquiétudes sur la sécurité des parties impliquées.
Le drame a également ravivé le débat sur la protection des enfants et la recrudescence de la violence dans certains quartiers populaires de la capitale camerounaise. Les autorités ont annoncé un accompagnement psychosocial pour la famille endeuillée.